# トランスカイ

トランスカイ共和国
iRiphabliki yeTranskei

トランスカイの位置

1. 

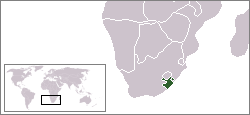
南部アフリカにおけるトランスカイの位置

トランスカイ（アフリカーンス語: Transkei）は、南アフリカ共和国にかつて存在したバントゥースタン（自治区）。

## 概要
現在の東ケープ州東部に位置した。「トランスカイ」とは、「カイ川の向こう側」を意味する（シスカイの反対）。
黒人のための自治区、国家と言えば聞こえは良いが、実際は南アフリカ国内の白人と黒人を切り離す目的で設置された性格を有した。トランスカイは、比較的まとまった面積を有していたが肥沃な土地や鉱山は少ないうえ、ポート・エドワードやポート・セント・ジョーンズの港湾は白人地区に指定されており、独立後は外交権と軍事権を有したとはいえ経済的な自立が見込めない状態に置かれていた。国会議員は定員150人のうち半数が政府が指名した族長などからなる議員で、旧態的かつ封建的な勢力が温存され続けた。

## 歴史
- 1959年　国民党政府は、南アフリカでのさまざまな民族の独自の開発を目指し、民族・言語的に特有の10個の自治区「バントゥースタン」の設立法案を提案。トランスカイとシスカイがコサ語地域として提案された。
- 1963年　トランスカイ・バントゥースタンが南アフリカ議会で承認、正式に自治区となる。主にネルソン・マンデラの甥に当たるカイザー・マタンジマが独裁的に実権を握る。
- 1976年　トランスカイ共和国として独立国の地位を確立。首都をウムタタとした。但し独立国の地位は南アフリカのみから承認されたに過ぎなかった。
- 1978年　マタンジマが領土問題を理由に南アフリカとの国交を断絶するとしたが、同国からの経済的援助に依存していたため撤回。
- 1980年　マタンジマはテンブー族の王を追放し、結果王はザンビアへ亡命。
- 1986年　マタンジマの汚職が発覚して辞任。
- 1987年　トランスカイ国防軍（英語版）のバントゥー・ホロミサ少将によるクーデター発生。その後アフリカ民族会議（ANC）に加盟し連携、ANC活動に比較的安全な地域となる。
- 1994年　「新生」南アフリカとの合意に基づき、トランスカイは南アフリカに併合。